# Cherbonniera
Cherbonniera is een geslacht van zeekomkommers uit de familie Molpadiidae.

## Soorten
- Cherbonniera utriculus Sibuet, 1974